# Omloop Het Nieuwsblad 2022
77. ročník jednodenního cyklistického závodu Omloop Het Nieuwsblad se konal 26. února 2022 v Belgii. Vítězem se stal Belgičan Wout van Aert z týmu Team Jumbo–Visma. Na druhém a třetím místě se umístili Ital Sonny Colbrelli (Team Bahrain Victorious) a Belgičan Greg Van Avermaet (AG2R Citroën Team). Závod byl součástí UCI World Tour 2022 na úrovni 1.UWT.

## Týmy
Závodu se zúčastnilo všech 18 UCI WorldTeamů a 7 UCI ProTeamů. Alpecin–Fenix a Arkéa–Samsic dostaly automatické pozvánky jako nejlepší UCI ProTeamy sezóny 2021, třetí nejlepší UCI ProTeam sezóny 2021, Team TotalEnergies, pak dostal také automatickou pozvánku. Další 4 UCI ProTeamy (B&B Hotels–KTM, Bingoal Pauwels Sauces WB, Sport Vlaanderen–Baloise a Uno-X Pro Cycling Team) byly vybrány organizátory závodu, Flanders Classics. Každý tým přijel se sedmi závodníky kromě týmů Movistar Team a Groupama–FDJ s šesti jezdci a Team BikeExchange–Jayco s pěti jezdci, na start se tak postavilo 171 jezdců. Do cíle v Ninove dojelo 124 z nich.
UCI WorldTeamy
- AG2R Citroën Team
- Astana Qazaqstan Team
- Bora–Hansgrohe
- Cofidis
- EF Education–EasyPost
- Groupama–FDJ
- Ineos Grenadiers
- Intermarché–Wanty–Gobert Matériaux
- Israel–Premier Tech
- Lotto–Soudal
- Movistar Team
- Quick-Step–Alpha Vinyl
- Team Bahrain Victorious
- Team BikeExchange–Jayco
- Team DSM
- Team Jumbo–Visma
- Trek–Segafredo
- UAE Team Emirates

UCI ProTeamy
- Alpecin–Fenix
- Arkéa–Samsic
- B&B Hotels–KTM
- Bingoal Pauwels Sauces WB
- Sport Vlaanderen–Baloise
- Team TotalEnergies
- Uno-X Pro Cycling Team

## Výsledky
| Pořadí | Jezdec                   | Tým                                | Čas        |
| ------ | ------------------------ | ---------------------------------- | ---------- |
| 1      | Wout van Aert (BEL)      | Team Jumbo–Visma                   | 4h 50' 46" |
| 2      | Sonny Colbrelli (ITA)    | Team Bahrain Victorious            | + 22"      |
| 3      | Greg Van Avermaet (BEL)  | AG2R Citroën Team                  | + 22"      |
| 4      | Oliver Naesen (BEL)      | AG2R Citroën Team                  | + 22"      |
| 5      | Victor Campenaerts (BEL) | Lotto–Soudal                       | + 22"      |
| 6      | Rasmus Tiller (NOR)      | Uno-X Pro Cycling Team             | + 22"      |
| 7      | Matteo Trentin (ITA)     | UAE Team Emirates                  | + 22"      |
| 8      | Andrea Pasqualon (ITA)   | Intermarché–Wanty–Gobert Matériaux | + 22"      |
| 9      | Florian Sénéchal (FRA)   | Quick-Step–Alpha Vinyl             | + 22"      |
| 10     | Jasper Stuyven (BEL)     | Trek–Segafredo                     | + 22"      |